# Темпоральність
Темпора́льність (від лат. temporalis — «часовий») — специфічний взаємозв'язок моментів часу і часових характеристик, динаміка змін тих явищ і процесів, якісна особливість яких зумовлена соціокультурною специфікою людського існування; часова сутність явищ.
Поняття темпоральності увійшло в філософську культуру завдяки феноменологічній і екзистенціалістській традиціям, в яких темпоральність людського буття протиставляється часу, описаному як відчужене, нав'язливе, переважаюче. В культурології, психології та феноменологічно орієнтованій соціології, поняття темпоральності використовується переважно для опису таких динамічних об'єктів, як особистість, соціальна група, клас, суспільство, цінність. В основі методології темпорального аналізу лежить ідея аналізу взаємнорухливих соціальних явищ через зіставлення їх темпоральності.

## У філософії
У філософії темпоральність традиційно представляє собою лінійну прогресію минулого, сьогодення і майбутнього. Однак деякі філософи нового століття інтерпретували темпоральність іншому. Прикладами можуть служити «Нереальність часу» МакТаггарта, аналіз внутрішньої свідомості часу Гуссерля, «Буття і час» Мартіна Гайдеггера (1927), «Філософія справжнього» Джорджа Герберта Міда (1932) і критика Жаком Дерріда гуссерлівського аналізу, а також «вічне повернення» Фрідріх Ніцше, хоча останнє більше відноситься до історичності, що породжує темпоральність.
У соціальних науках темпоральність також вивчається з точки зору людського сприйняття часу і соціальної організації часу. У різні епохи сприйняття часу зазнає значних змін.

### Темпоральний фінітизм
Темпоральним фінітизмом називають вчення про скінченість минулого. Згідно філософських поглядів Аристотеля, викладених в його «Фізиці», хоча простір скінчений, час нескінченний. Це вчення створило проблеми для середньовічних ісламських, юдейських і християнських філософів, які були не в змозі примирити арістотелівську концепцію вічності з біблійним оповіданням про створення світу.
Сучасна космогонія, спираючись більше на фізичні, ніж на філософські підстави, приймає в більшій мірі фінітізм в формі теорії Великого Вибуху, ніж теорію стаціонарного Всесвіту, яка допускає нескінченний Всесвіт.
Аргументи Іммануїла Канта на користь темпорального фінітизму, у крайньому разі в одному аспекті, в його першій антиномії полягають у наступному:
 … припустимо, що світ не має початку в часі, тоді до будь-якого даного моменту часу протікла вічність і, отже, минув нескінченний ряд наступних один за одним станів речей у світі. Але нескінченність ряду саме в тому і полягає, що він ніколи не може бути закінчений шляхом послідовного синтезу. Стало бути, нескінченний минулий світової ряд неможливий; отже, початок світу є необхідною умовою його існування … — Кант И. Критика чистого разума. I. Трансцендентальное учение о началах. Часть вторая. Трансцендентальная логика. Отдел второй. Трансцендентальная диалектика. Книга вторая. О диалектических выводах чистого разума. Глава вторая. Антиномия чистого разума. Раздел второй. Антитетика чистого разума 

### Темпоральналогіка
Темпоральною або часовою називається логіка, у висловлюваннях якої враховується часовий аспект. Така концепція використовується для описування послідовностей явищ і їх взаємозв'язків за часовою шкалою.
У давнину застосування логіки в часовому аспекті вивчали філософи мегарської школи, зокрема Діодор Крон, і стоїки. Сучасна символічна темпоральна логіка, вперше концептуалізована і сформульована в 1950-ті роки Артуром Прайором на основі модальної логіки, найбільше поширення і розвиток отримала в інформатиці завдяки працям лауреата Тьюрингівської премії Аміра Пнуелі.
Темпоральна логіка відрізняється від модальної в першу чергу тим, що вона враховує причинно-наслідкові зв'язки безпосередньо в умовах часу.

### Зв'язок з каузальністю
Апріорна темпоральність (власне сама темпоральність) є взаємозв'язком самих моментів часу, емпірична ж темпоральність — причинною взаємозумовленістю подій у часі, тобто каузальність.
Читайте більше на https://www.pravda.ru/science/1304483-astronomy/
Ідея часового кристала вперше була описана Френком Вільчеком в 2012 році. Вперше фізична модель реалізує квантовий кристал часу була запропонована в 2019 році на основі системи кубітів з Багаточасткові нелокальними взаємодіями.

## У фізиці

### Темпоральний кристал
Темпоральний кристал — гіпотетична фізична структура, яка періодично через рівні інтервали часу змінює свою структуру при надходженні до неї енергії іззовні. У 2015 році було доведено, що створення темпорального кристала в стані з найменшою енергією і в будь-який рівноважній системі, що досягла стійкого стану при будь-якому значенні енергії, неможливо якщо взаємодії в системі носять короткодіючий характер. Подобу темпорального кристала було створено в 2017 році на основі нерівноважних систем, які отримують енергію від лазерного випромінювання або мікрохвильового випромінювання.
Ідея часового кристала вперше була описана Френком Вільчеком в 2012 році. Вперше фізичну модель, яка реалізує квантовий кристал часу, було запропоновано в 2019 році на основі системи кубітів з багаточастковими нелокальними взаємодіями.